# Język kagulu
Język kagulu – język z rodziny bantu, używany w Tanzanii. W 1971 roku liczba mówiących wynosiła ok. 59 tys.